# 小行星6305
小行星6305（英語：6305 Helgoland）是一颗围绕太阳公转的小行星。1989年4月6日，佛蒙特·伯根在陶腾堡发现了此天体。
这颗小行星的绝对星等为356.0294680074012等。